# 朱子垗
汝南悼和王朱子垗（1442年—1458年），明朝周藩第二次所封的唯一一代汝南王，周簡王朱有爝的庶第八子。

## 生平
景泰六年（1455年）九月，獲賜名子垗。天順元年（1457年）九月，封汝南王。
天順二年（1458年），朱子垗去世，享年十七歲，諡號悼和。無子，汝南王的封爵被廢除。